# Semifusa

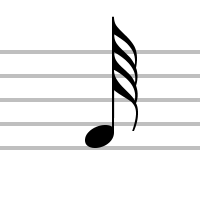
Figura 1. Una semifusa.

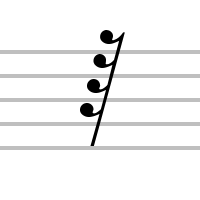
Figura 2. Un silencio de semifusa.

Una semifusa es una figura musical que equivale a 1/64 del valor de la figura redonda.

## Representación gráfica
Las figuras de semifusas se representan con una cabeza de nota ovalada coloreada en negro, con una plica vertical con cuatro corchetes, que tienen la forma de ganchos o rabillos (ver Figura 1).
La dirección de la plica depende de la posición de la nota. Al igual que sucede con todas las figuras que llevan plicas, se dibujan con la plica a la derecha de la cabeza de la nota y hacia arriba, cuando el sonido representado está por debajo de la tercera línea del pentagrama. Mientras que, cuando la nota está en dicha línea media o por encima de esta, se dibujan con la plica a la izquierda de la cabeza de la nota y hacia abajo. No obstante, esta regla no es absoluta ya que puede variar cuando es necesario ligar varias notas o cuando se representa más de una voz. De hecho en las obras polifónicas la orientación de las plicas ayuda a distinguir las diferentes voces.
Los corchetes siempre deben ir del lado derecho de la plica, curvos hacia la derecha. Cuando la plica apunta hacia arriba, el corchete comienza en la punta superior y se curva hacia abajo; cuando la plica apunta hacia abajo, el corchete comienza desde la punta inferior y se curva hacia arriba.
Cuando varias semifusas (igual ocurre con las corcheas, semicorcheas, fusas) están cerca una de la otra y se encuentran dentro de la misma unidad de pulso, sus cuatro corchetes se unen convirtiéndose en cuatro barras gruesas más o menos horizontales según la dirección general de las notas a unir (ver Figura 2).
En la música vocal y coral a menudo se le asigna una sílaba diferente a cada nota y cuando una sola sílaba es asignada a varias notas se suelen dibujar enlazadas. En el caso de las semifusas no es frecuente que se separen en estos tipos de música dada su brevedad.

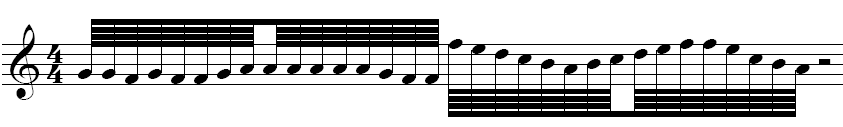
Figura 2. Semifusas enlazadas.

El silencio de semifusa es su silencio equivalente. La semifusa, como todas las figuras musicales, tiene un silencio de su mismo valor y supone que durante ese tiempo no se emite sonido alguno.

## Duración y equivalencias
En un compás de subdivisión binaria (2
4; 3
4; 4
4; etc.)  la semifusa dura una dieciseisava parte de un tiempo. Por lo tanto, en un compás de 4
4 esta figura ocupa la sesentaicuatroava parte de un compás. 
Si se le añade un puntillo, la duración total resultante es su valor habitual más la mitad de tal valor. Así por ejemplo si su duración son 2 garrapateas, con el puntillo pasaría a durar 3 (2 + 1). 
La figura de semifusa equivale a la sesentaicuatroava parte de una redonda, a la treintaidosava parte de una blanca, a la dieciseisava parte de una negra, a la octava parte de una corchea, a la cuarta parte de una semicorchea o a la mitad de una fusa. Del mismo modo equivale a dos notas garrapateas. 
Por debajo de la semifusa hay algunas figuras de menor duración pero han caído en desuso en la notación musical actual. Son: la garrapatea que equivale a 1/128 de la redonda y la semigarrapatea que equivale a 1/256 de la redonda, esto es, 1/64 pulsos de negra.
Por encima de la redonda también existen otras figuras de mayor duración que tampoco se utilizan hoy en día. Son: la cuadrada que equivale a ocho negras, la longa que equivale a 16 negras y la maxima que equivale a 32 negras.
En Unicode el símbolo de semifusa es U+1D163.

## Etimología
Los nombres que se le dan a esta figura y a su silencio en diferentes lenguas varían enormemente:
| Idioma           | Nombre de la nota         | Nombre del silencio            |
| ---------------- | ------------------------- | ------------------------------ |
| Alemán           | Vierundsechzigstelnote    | Vierundsechzigstelpause        |
| Español          | semifusa                  | silencio de semifusa           |
| Francés          | quadruple-croche          | seizième de soupir             |
| Neerlandés       | vierenzestigste noot      | vierenzestigste rust           |
| Inglés americano | sixty-fourth note         | sixty-fourth rest              |
| Inglés británico | hemidemisemiquaver        | hemidemisemiquaver rest        |
| Italiano         | semibiscroma              | pausa di semibiscroma          |
| Polaco           | sześćdziesięcioczwórka    | pauza sześćdziesięcioczwórkowa |
| Portugués        | semifusa                  | pausa de semifusa              |
| Ruso             | шестьдесят четвертая нота | шестьдесят четвертая пауза     |

Para denominar esta figura que es el menor de los valores habituales, la mayoría de las lenguas aprovechan términos de otros valores mayores y le añaden los prefijos pertinentes para el nuevo concepto.
Las acepciones española y portuguesa de semifusa derivan del término fusa que deriva del italiano («ronroneo») y que en la notación mensural designaba a la corchea.
El nombre francés actual quadruple-croche añade quadruple porque alude al cuádruple gancho de la grafía de la nota. El término francés para corchea croche quiere decir «gancho». 
Por su parte, la palabra que emplean en el Reino Unido y Canadá hemidemisemiquaver añadiendo el prefijo «hemidemisemi» para hacer referencia a que esta figura posee la mitad de la mitad de la mitad de la duración que la corchea. El término británico para corchea quaver quiere decir «sonido trémulo».
En Estados Unidos la figura se denomina sixty-fourth note que significa «sesentaicuatroavo de nota» en relación con el valor de la redonda, llamada «nota completa» en esta nomenclatura. Los términos americanos son calcos semánticos de los términos alemanes, ya que cuando las orquestas estadounidenses se establecieron por primera vez en el siglo XIX fueron pobladas en gran medida por emigrantes alemanes.